# セーラ・ブランチ
セーラ・ブランチ（Sarah Branch 1980年10月30日- ）は、オーストラリアのシドニー出身の女優。所属はジャパンアクションエンタープライズのエンタテイメント事業部。
2004年にニューサウスウェールズ大学美術学科を卒業し、2005年に来日した。

## 出演作品

### 映画
- 仮面ライダーシリーズ
  - 劇場版 仮面ライダー電王&キバ クライマックス刑事（セーラ）